# Chrouy Svay
Chrouy Svay es una comuna (khum) del distrito de Srae Ambel, en la provincia de Koh Kong, Camboya. En marzo de 2008 tenía una población estimada de 4120 habitantes.
Se encuentra ubicada al suroeste del país, en la zona de los montes Cardamomo y cerca de la costa del golfo de Tailandia.